# همکاری علمی

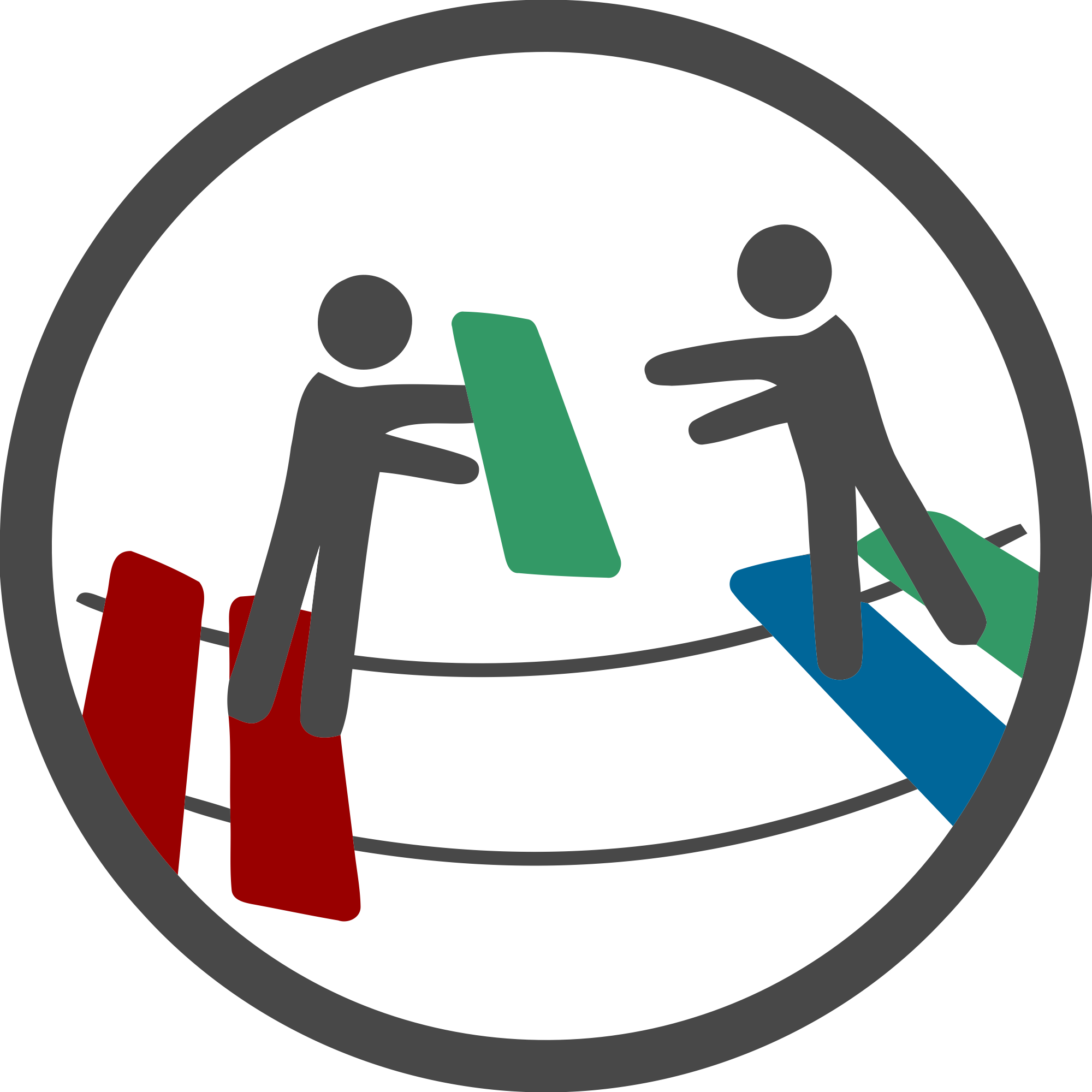

همکاری علمی یا همکاری پژوهشی شامل فعالیت‌های پژوهشی می‌شود که توسط چند پژوهشگر با استفاده از یک روش کارآمد و هماهنگ برای رسیدن به اهداف پژوهشی انجام می‌شود.

## نتایج حاصل از تعریف
نتایج حاصل از این تعریف این‌گونه برشمرده می‌شود:
1. هدف پژوهشی مشترک، الزاماً پیش‌فرضی برای همکاری نیست. یک پژوهشگر ممکن است با توجه به علاقه شخصی خود دست به همکاری بزند. یعنی ممکن است فقط تمایلی شخصی برای کمک به پژوهشگری دیگر منجر به همکاری پژوهشی شود؛
2. همکاری‌ها با توجه به فعالیت‌ها تعریف می‌شوند و نه افراد همکار آن؛ به این ترتیب می‌توان تصمیم گرفت که آیا حامیان مالی، دستیاران فنی، و دیگر افرادی که در انجام یک پژوهش کمک کرده‌اند، شامل همکاران می‌شوند یا نه. با توجه به تعریف کلی ارائه شده، افرادی جزو همکاران پژوهشی به حساب می‌آیند که فعالیت پژوهشی را اداره کنند، یعنی فعالیتی که هدف از آن خلق دانش نوین است؛ و
3. مفهوم همکاری تنها زمانی باید به کار برده شود که فعالیت پژوهشی، تعاملات فردی را دربر بگیرد. از این رو، ارتباطات رسمی یا استناد به پژوهشگران دیگر از این دسته به حساب نمی‌آید. اما چون برای انجام هر پژوهش از کارهای پیشین پژوهشگران استفاده می‌شود هر پژوهش علمی در ابعادی که دارد می‌تواند گونه‌ای از همکاری تلقی شود. حال آن که تولید دانش جمعی بر اساس ارتباطات رسمی متفاوت از همکاری انجام شده در قالب یک فعالیت اجتماعی است.[۲]

## ابعاد تولید علم و همکاری علمی
علم محصول کنجکاوی، تفکر، تعقل، خرد و تجربه فردی و گروهی است و همه ملت‌های جهان در تولید آن نقش دارند. علم را از نگاه تولید می‌توان به دو دسته تقسیم کرد:
1. تولید علمی فردی: فرایندی است که پدیدآورنده، از ایده نخستین تا ارائه محصول فکری خود به جامعه، همه فعالیت‌های علمی را به‌طور مستقل و انفرادی طی می‌کند.
2. تولید علمی گروهی: فرایندی است که یک گروه، مرکب از چند پدیدآورنده طی می‌کند تا یک اثر فکری به صورت گروهی تولید شود و به ثمر برسد. در این فرایند هر یک از اعضای گروه در تولید آن اثر انجام وظیفه می‌کنند. تولید علمی گروهی به معنای همکاری افراد مناسب، در زمان مناسب، برای انجام کار علمی مناسب است که موجب افزایش نوآوری، خلاقیت، و پیشرفت گروه می‌شود. این امر نیازمند ارتباط پابدار، دوسویه و نزدیک بین اعضای گروه‌است. (نوروزی و ولایتی، ۱۳۸۸، ص.۱۶)

## نقش همکاری علمی
«نهضت همکاری علمی» جایگاه ویژه‌ای در فرایند توسعه علمی دارد. توسعه علمی و کسب دستاوردهای پژوهشی بزرگ به مشارکت و همکاری همه پژوهشگران و دانشمندان نیازمند است. بدین سبب، مشارکت و همکاری یکی از سازوکارهای توسعه علمی به‌شمار می‌رود و نقش کلیدی در همه حوزه‌های علمی دارد و موجبات شکوفایی و بالندگی را فراهم می‌نماید. بهره‌گیری از شیوه همکاری علمی، رضایت نهایی را به همراه دارد.
همکاری بین‌المللی در علم واقعیتی است که در گذشته و حال در سطح جهان مطرح بوده و هست، چرا که همواره فرض بر این بوده که علم می‌تواند به سلامت و رفاه ساکنان کره زمین کمک کند. همکاری بین‌المللی به درک مسؤولیت‌های عمومی همه انسان‌ها و تبادل اطلاعات در زمینه حل گره‌گاه‌های گوناگون کمک می‌کند.

## خاستگاه
خاستگاه و بنیان همکاری علمی را باید با مطالعه تاریخ گذشته آغاز کرد. همکاری علمی ویژگی مهم ساختار پژوهش علمی معاصر است. البته کار گروهی علمی از سده ۲۰ (میلادی) نمود پیدا نکرده و در واقع همکاری علمی مفهوم تازه‌ای نیست بلکه واکنشی در برابر پدیده «حرفه‌ای شدن» علم است. حرفه‌ای شدن، فرایندی است که گروهی از پژوهشگران را با مجموعه‌ای از گرایش‌ها -گرایش‌هایی را که هم فراگیر و هم منحصر به فرد هستند- سازمان می‌دهد به این معنی که حرفه‌ای شدن، قواعد، حقوق، و راه و رسم دسترسی به یک گروه را در برمی‌گیرد. (رحیمی و فتاحی، ۱۳۸۶)

## پیشینه
همکاری‌های علمی پژوهشی ریشه در سده ۱۷ (میلادی) و مکاتبه‌های علمی میان دانشمندان در کشورهای انگلستان، فرانسه، و آلمان دارد. اما اوج همکاری‌های علمی را باید پس از جنگ جهانی دوم جستجو کرد. پس از جنگ جهانی دوم و به دنبال آن آغاز جنگ سرد، توجه کشورهای جهان به علم و فناوری دوچندان شد. چنان‌که پیشرفت در علم و فناوری از پیچیدگی‌های خاص خود برخوردار بود. امور پژوهشی نیازمند بودجه‌های کلان، منابع انسانی متخصص زیاد و در رشته‌های گوناگون، تجهیزات و وسایل پیچیده شد که در بسیاری از موارد تأمین آن‌ها از توان یک کشور خارج بود. این موضوع سبب شد تا کشورها به همکاری در زمینه‌های علوم و فناوری روی آورند و سازمان‌ها و مراکز علمی‌پژوهشی منطقه‌ای و بین‌المللی تأسیس شوند. برای نمونه، می‌توان از فرهنگستان علوم جهان سوم یا سازمان اروپایی پژوهش‌های هسته‌ای (سرن) نام برد. (نوروزی و ولایتی، ۱۳۸۸، ص. ۱۰۸)

## مزایا
همکاری‌های علمی دارای خوبی‌های زیادی هستند که مهم‌ترین آن‌ها عبارتند از:
- بالا بردن میزان همکاری‌های علمی-اقتصادی؛
- کاهش هزینه‌های پژوهشی؛
- ارتباط علمی، سیاسی، فرهنگی و اقتصادی بین کشورها و تقلیل تنش‌ها، و کمک به ایجاد صلح و آرامش در منطقه؛
- کاهش تعارضات و چالش‌ها بین کشورها؛
- مبادله دانشجو، و اعضای هیئت علمی بین کشورها؛
- افزایش تفاهم متقابل در طرفین همکار و کاهش فاصله بین آن‌ها و در نتیجه افزایش همکاری میان اعضا؛
- افزایش ضریب تأثیر مقاله‌های تألیفی مشترک؛
- بالا بردن میزان همکاری‌های منطقه‌ای؛
- بهبود کیفیت کارها و تولیدات علمی؛
- افزایش میزان بهره‌وری علمی؛
- افزایش بازده و کارایی اعضای گروه؛
- افزایش تعهد کاری پژوهشگران؛
- شکوفایی استعدادهای درخشان و ایده‌های نو، و پویایی گروه پژوهشی؛
- تقویت انگیزش و دلبستگی پژوهشگران به گروه؛
- شکستن فرهنگ سکوت و انزوا؛
- کاهش تعارض و برخوردها میان پژوهشگران؛
- تقویت روح ابتکار و حسن مسؤولیت در همکاران؛
- تقویت تفکر سیستمی پژوهشگران؛
- ایجاد امکان استفاده از تجارب عملی، اندیشه‌ها و نظرهای همدیگر؛
- ایجاد زمینه مناسب برای پذیرش تغییرات و تحولات مناسب در کمیت و کیفیت کارهای علمی؛
- افزایش رضایت‌مندی کاربران نهایی محصولات و تولیدات فکری؛
- افزایش انعطاف‌پذیری و انطباق‌پذیری در نگرش‌ها و ظرفیت انجام کار پژوهشگران؛
- استفاده بهینه از امکانات و فناوری‌های موجود؛
- افزایش مهارت‌ها و دانش پژوهشگران و هم‌افزایی؛ و
- فراهم کردن زمینه‌های تحول، ایده‌پردازی و نوآوری گروهی (نوروزی و ولایتی، ۱۳۸۸، ص.۸۴-۸۵).

## هم‌تألیفی یا تألیف مشترک
هم‌تألیفی یا تألیف مشترک (Co-authorship) مشارکت علمی دو یا چند نویسنده است که به تولید برونداد علمی منجر می‌شود. یا فرآیندی است که طی آن دو یا چند نویسنده برای خلق یک اثر علمی، با پیروی از یکی از شیوه‌های همکاری، منابع و استعدادهای خود را به اشتراک گذاشته و با هم همکاری می‌کنند.
هم‌تألیفی رسمی‌ترین جلوه همکاری علمی، فکری و اجتماعی نویسندگان در تولید پژوهش‌های علمی است.
خوبی‌های مطالعه هم‌تألیفی
1. نمود عینی و ملموس مشارکت علمی میان پژوهشگران.
2. قابل سنجش و اندازه گیری.
3. ارزان و عملی.
4. نشان دهنده ارتباطات علمی، فکری و اجتماعی نویسندگان.
5. سهولت تجزیه و تحلیل و تفسیر داده‌های هم‌تألیفی.
6. دسترس پذیری اطلاعات هم‌تألیفی.
7. ثبات و قابلیت تولید دوباره (Reproducibility) داده‌های هم‌تألیفی.
8. وجود امکان بررسی هم‌تألیفی در ابعاد گسترده.

## شبکه هم‌تألیفی
مجموعه‌ای از هم‌تألیفی در یک موسسه، مجله، موضوع و … تشکیل شبکه‌ای از تألیفات مشترک یا شبکه هم‌تألیفی (Co-authorship Network) می‌دهند.
شبکه‌های هم‌تألیفی بر این اصل استوارند که وقتی دو یا چند پژوهشگر یک اثر را خلق می‌کنند پیوندهای فکری (Intellectual Connection) و اجتماعی (Social Connection) میان آن‌ها وجود داشته که باعث ارتباط آن‌ها با یکدیگر می‌شود.
از آن جا که شبکه‌های هم‌تألیفی گونه‌ای شبکه اجتماعی هستند می‌توان خصوصیات و ویژگی‌های این شبکه‌ها را با استفاده از شاخص‌های تحلیل شبکه‌های اجتماعی، بررسی کرد. شبکه هم‌تألیفی از تعدادی گره (نویسنده) تشکیل شده که به واسطه تألیف مشترک توسط تعدادی پیوند (هم‌تألیفی) به هم متصلند. در این شبکه دو نویسنده در صورت داشتن دستکم یک تألیف مشترک به هم متصلند.
اطلاعاتی که بررسی شبکه‌های هم‌تألیفی می‌دهند:
1. ایجاد نگاشتی از ارتباطات میان پژوهشگران در یک جامعه پژوهشی
2. اطلاعات مربوط به ساختار و پیکربندی شبکه هم‌تألیفی
3. بررسی عملکرد هر یک از پژوهشگران موجود در شبکه
4. تعیین گره‌های مرکزی در شبکه
5. تعیین جریان انتقال دانش در شبکه
6. نحوه تحول و تکامل شبکه‌ها در طول زمان
7. بررسی اجزاء و زیرگروه‌های شبکه و …